# Баташев, Василий Михайлович
Василий Михайлович Баташев (14 января 1874 — 20 ноября 1938) — рабочий, депутат Государственной думы II созыва от Тамбовской губернии.

## Биография
Родился в Туле в семье рабочего-кузнеца. Окончил городское 2-классное училище, после этого взят в качестве ученика на Тульский оружейный завод. В 1884—1889 обучался токарному и слесарному мастерству, причём на третий год учёбы зарабатывал 10 копеек за день. Примерно в 1902 перешёл на работу Калужские железнодорожные мастерские. Там стал членом рабочего социал-демократического кружка. А с 1904 сам стал организатором рабочих кружков в мастерских. Поддерживал связь с калужской группой РСДРП. По одним источникам членство в РСДРП датируется 1902 годом, по другим 1904. Был членом объединённого комитета калужской организации РСДРП. В декабре 1905 член стачечного комитета железнодорожных мастерских. Тогда же вместе с другими членами комитета пытался отстранить от работы штрейкбрехеров, но натолкнулся на заслон жандармской охраны — Баташеву удалось избежать ареста и скрыться. Срочно выехал в Тулу, позднее перебрался в Луганск, в январе 1906 был вынужден вернуться в Калугу, где был арестован прямо на вокзале. После 3-х месяцев содержания в Медынской тюрьме отправлен под полицейский надзор в Моршанск Тамбовской губернии. Получил должность токаря в депо станции Моршанск Сызрано-Вяземской железной дороги. В Моршанске был членом объединённой группы РСДРП. Занимался там организационной партийной работой, меньшевик. В момент выборов Думу по сословной принадлежности отнесён к мещанам города Моршанска.
11 февраля 1907 избран в Государственную думу II созыва от общего состава выборщиков Тамбовского губернского избирательного собрания. При проводах Баташева в Санкт-Петербург для работы в Думе в Моршанске и Тамбове прошли многолюдные митинги. 15 февраля 1907 года на станции Моршанск перед отправкой поезда Баташев, стоя с красным флагом в руках (на флаге были надписи «Да здравствует Российская социал-демократическая партия!», «Да здравствует Учредительное собрание!»), обратился к собравшимся с речью, которая была как потом заключил суд «направленной против существующего строя». Краткая речь вновь избранного депутата содержала лозунги: «Да здравствует Учредительное собрание!» и «Встретимся на баррикадах!».
В Думе вошёл в состав Социал-демократической фракции, принадлежал её меньшевистскому крылу. Активно в работе Думы не участвовал, а, в основном, занимался революционной агитацией, выступал от имении фракции на митингах в Санкт-Петербурге и губерниях. В марте 1907 в Моршанске имело хождение письмо Баташева под названием «К своим избирателям», опубликованное РСДРП. 28 апреля 1907 года Баташев выступил на митинге с призывом вооружённой защиты Думы в случае попытки правительства её распустить.
После разгона Думы скрывался и был разыскиваем полицией. 22 июня 1907 (по другим сведениям 24 июня) арестован в Тульской губернии, куда приехал для участия в собрании. Обвинён по статье 129 Уголовного Уложения за произнесение противоправительственных речей, находился в тюрьмах Санкт-Петербурга, Тамбова и Козлова. 1 декабря 1907 приговорён к 4 годам каторги по делу Социал-демократической фракции II-й Государственной Думы Особым присутствием Правительствующего Сената. В начале 1908 года этапирован в Тамбов, где 8 февраля 1908 выездной сессией Саратовской судебной палаты за призыв на митинге во время проводов в Думу к вооружённому восстанию приговорён к ссылке на поселение (однако приговор по первому делу поглотил приговор по 2-му). До 1910 в каторжном отделении Петербургской пересыльной тюрьмы, затем отбывал каторгу в Александровской центральной каторжной тюрьме. В июне 1911 года зачислен в ссыльнопоселенцы в Преображенскую волость Киренского уезда Иркутской губернии. В этом же году перебрался в Карабчанскую волость, которая позже была заменена ему на одну из волостей в Балаганском уезде. В 1913 году переехал в Иркутск, где поступил на работу в городское самоуправление техником. Тогда же, в 1913, вместе с другими социал-демократов подписал телеграмму-протест против раскола Социал-демократической фракции Государственной Думы IV созыва.
В 1917 году в Петрограде, входил в Исполком Петроградского Совета рабочих и солдатских депутатов с совещательным голосом. В апреле 1917 вместе с бывшими членами Второй Думы А. Я. Нестеровым и И. Н. Нагих ездил в качестве представителя Исполкома Петросовета на Донбасс. Затем вернулся в Иркутск. В 1917—1918 годах избран гласным Иркутской городской думы, являлся там заведующим квартирным отделом. В августе 1917—1922 годах служил геодезистом при Иркутском коммунальном отделе. В 1917—1919 года был членом Иркутского Совета рабочих и крестьянских депутатов. В 1917—1920 годах избран председателем Союза муниципальных работников. В 1918—1919 года являлся членом примирительной комиссии и примирительного комитета от рабочих. В 1918—1920 годах служил председателем расценочно-конфликтной комиссии городского коммунального отдела, с 1919 избран членом президиума больничной кассы. С 23.09.1919 по 20.02.1920 вновь избран гласным Иркутской городской думы по избирательному округу № 1. С 1924 входил в Историко-литературную культурную комиссию. В 1922—1926 годы служил приёмщик документов в Иркутской страховой кассе. В эти годы работает заведующим земельным отделением, а, начиная с марта 1926, служит управляющим городскими лесами, в 1928 году получил должность городского землемера, с 1 января 1931 одновременно служит заведующим эксплуатацией земельных угодий в городском лесоземельном тресте. Состоял во Всесоюзном обществе бывших политкаторжан и ссыльнопоселенцев, членский билет № 765. По крайней мере к 1931 числился беспартийным.
В декабре 1937 обвинён в контрреволюционной деятельности и арестован. 15 ноября 1938 года Управлением НКВД по Иркутской области приговорён к ВМН и расстрелян.
В 1958 году реабилитирован.

### Рекомендуемые источники
- Покровский А. С. Первый рабоче-солдатский парламент России. М. 2001. С. 27;
- Тамбовская энциклопедия. Тамбов, 2004.

### Архивы
- Государственный архив Тамбовской области. Фонд 272. Опись 1. Дело 1064;
- Российский государственный исторический архив. Фонд 1278. Опись 1 (2-й созыв). Дело 32; Дело 575. Лист 26;
- Государственный архив Российской Федерации. Фонд 102. ОО. 1908 г. Дело 19. Часть 52. Лист 1; Фонд 102. Опись 236. Дело 19 Часть 52 Лист 1; Фонд 533. Опись 2. Дело 128.